# 齿叶睡莲
齿叶睡莲（学名：Nymphaea lotus）为睡莲科睡莲属下的一个种。

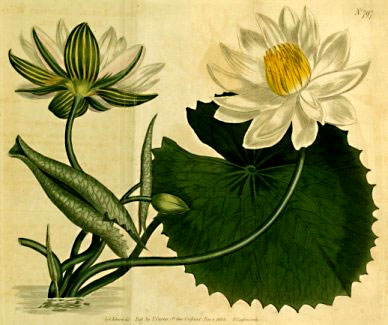
柯蒂斯植物学杂志所描绘的齿叶睡莲